# Maar vanavond heb ik hoofdpijn
Maar vanavond heb ik hoofdpijn is een lied van Hanny uit 1990.
Het liedje werd uitgebracht in 1990 en staat tevens op haar muziekalbum Liedjes over liefde en geluk. Het nummer is geschreven en geproduceerd door Pierre Kartner. In het jaar dat het werd uitgebracht stond het 10 weken in de Nederlandse Top 40 en behaalde daar de 3e plaats.